# Vesbeck
Vesbeck ist ein Dorf in der Region Hannover, Niedersachsen, und seit 1974 ein nördlicher Stadtteil von Neustadt am Rübenberge.

## Geografie
Die Gemarkung von Vesbeck umfasst eine Fläche von etwa 700 Hektar, die hauptsächlich für Viehzucht und Ackerbau genutzt wird. Größere Gebiete stehen unter Natur- und Landschaftsschutz; besonders bemerkenswert ist das Moorgebiet Blankes Flat.
Die Große Beeke im Norden des Ortes und der Schiebecksgraben im Süden bilden Zuflüsse zur westlich gelegenen Leine.

## Geschichte
Bodenfunde dokumentieren, dass das Gebiet von Vesbeck bereits in der jüngeren Bronzezeit um 700 v. Chr. von einer bäuerlichen Bevölkerung besiedelt war. Die erste bekannte schriftliche Erwähnung des Ortes findet sich in einer Urkunde des Klosters Herford aus dem Ende des 12. Jahrhunderts. Damals zählten vier Höfe in Vesbeck (Vestbiki) zu der Herforder Villikation Estorf bei Nienburg. Zehntabgaben standen spätestens ab 1260 dem Domkapitel zu Minden zu.
Ein erstes vollständiges Bild über die Höfesituation in Vesbeck vermittelt eine Auflistung von 1584. Es werden neben einer Mühle 26 Hofstellen beschrieben, acht Meier-, zehn Kötner- und acht Brinksitzerhöfe. Das landtagsfähige v. Bothmersche Gut ist unter den Meierhöfen aufgeführt. Im Vorjahr, also 1583, war der Bauer, der diesen Hof bewirtschaftete, abgemeiert worden, da Statius v. Bothmer auf Eigenbedarf geklagt hatte. Der wohl bedeutendste spätere Gutsbesitzer ist Georg Christian v. Bothmer (1695–1766), der als Landrentmeister, Hofrichter und Landrat eine wichtige Rolle in der machtvollen Ständevertretung, der Calenbergschen Landschaft, spielte. Der letzte Vertreter der Familie v. Bothmer in Vesbeck, Caspar Ludwig, starb 1848; er vererbte seinen stark verschuldeten Vesbecker Besitz seinem Verwalter und Kindern seines Jägers. Das Gutshaus wurde wenige Jahre später abgebrochen.
In der Dorfgeschichte gab es zwei besonders wichtige Ereignisse:
- Durch die Verwüstungen des Dreißigjährigen Krieges, im Zusammenhang mit den Belagerungen von Neustadt am Rübenberge und Nienburg zwischen 1625 und 1627, wurden 11 von 26 Höfen weitgehend zerstört. Auf wenigstens vier weiteren Hofstellen herrschte Not und Armut. Der Wiederaufbau dauerte mehrere Jahrzehnte.

- Bei der Agrarreform im Königreich Hannover um 1830 wurden die Bauern von den Hand- und Spanndiensten befreit. Sie wurden zu Grundherren des von ihnen bewirtschafteten Landes. Zu der Zeit gab es in Vesbeck 32 Höfe, darunter das v. Bothmersche Gut, sieben Meier- bzw. Halbmeierhöfe sowie eine Reihe von (nach der Chronologie ihrer Entstehung) Kötner-, Brinksitzer- und Anbauerstellen. Nahezu die Hälfte der Dorfeinwohner zählte in der Mitte des 19. Jahrhunderts allerdings zu der landlosen, unterbäuerlichen Schicht der Häuslingsfamilien, die zu einem erheblichen Teil im Laufe der folgenden Jahrzehnte in nahe gelegene Städte mit aufstrebenden Industrien, Hannover und Neustadt, abwanderte.

Im 20. Jahrhundert wandelte sich das von Getreideanbau und Viehzucht geprägte Bauerndorf zunehmend in eine Wohnortschaft. Der in den 1930er Jahren geplante Bau einer Autobahn durch die Gemarkung wurde aufgegeben.
Am 1. März 1974 wurde Vesbeck in die Stadt Neustadt am Rübenberge eingegliedert.

## Politik

### Ortsrat
Der gemeinsame Ortsrat von Esperke/Warmeloh, Helstorf, Luttmersen und Vesbeck setzt sich aus drei Ratsfrauen und acht Ratsherren zusammen. Im Ortsrat befinden sich zusätzlich 19 beratende Mitglieder.
Sitzverteilung:
- CDU: 6 Sitze
- SPD: 4 Sitze
- Freie Demokratische Partei: 1 Sitz

(Stand: Kommunalwahl 12. September 2021)

### Ortsbürgermeister
Die Ortsbürgermeisterin ist Silvia Luft (CDU). Ihr Stellvertreter ist Hans-Peter Matthies (SPD).

## Kultur und Sehenswürdigkeiten

### Vereine
Zu Beginn des 21. Jahrhunderts ist ein Mühlenverein gegründet worden, der sich mit Erfolg die Restaurierung der an der Großen Beeke, einem Zufluss der Leine, gelegenen Wassermühle (siehe obiges Bild) zum Ziel gesetzt hat.

## Wirtschaft und Infrastruktur
Es gibt ungefähr 120 Höfe und Häuser in Vesbeck. Mit seinen zahlreichen Bauernhäusern hat der Ort viele seiner dörflichen Wesensmerkmale bewahrt, obgleich es nur noch wenige landwirtschaftliche Vollerwerbsbetriebe gibt.
Das Dorfleben wird durch traditionelle Vereine, z. B. Freiwillige Feuerwehr und Schützenverein, sowie Verbände, z. B. Realverband und Interessentenforst, geprägt.